# Stelis chasei
Stelis chasei är en orkidéart som beskrevs av Carlyle August Luer. Stelis chasei ingår i släktet Stelis och familjen orkidéer. Inga underarter finns listade i Catalogue of Life.